# Bernardo O’Higgins
Bernardo O’Higgins Riquelme (ur. 20 sierpnia 1776/1778 w Chillán; zm. 24 października 1842 w Limie) – południowoamerykański rewolucjonista i pierwszy przywódca Chile w latach 1817-23. Dowódca zbrojnego powstania przeciwko Hiszpanii, w wyniku którego Chile uzyskało niepodległość.

## Życiorys
Bernardo O’Higgins urodził się w Chillán, miejscowości położonej w południowej części Chile. Był nieślubnym synem Ambrosia O’Higginsa – hiszpańskiego oficera irlandzkiego pochodzenia, który pełnił funkcję gubernatora Chile a następnie wicekróla Peru. Jego matką była Isabel Riquelme, wywodząca się z prominentnej rodziny z Chillán.
Ojciec Bernarda nie miał z synem bezpośredniego kontaktu, a Bernardo aż do jego śmierci używał nazwiska matki. W wieku 12 lat rozpoczął naukę w szkole średniej. Cztery lata później został wysłany do Hiszpanii. Mając 17 lat przybył do Anglii, aby kontynuować naukę. Spotkał tam m.in. Francisco Mirandę, wielkiego zwolennika uniezależnienia się kolonii południowoamerykańskich od Hiszpanii; to właśnie Miranda zapoznał młodego O’Higginsa z ruchem niepodległościowym. W 1799 r. O’Higgins wrócił do Hiszpanii, gdzie jego wizja uzyskania suwerenności przez kraje Ameryki Południowej jeszcze bardziej się umocniła. Jego pozycje w ruchu niepodległościowym dodatkowo wzmacniał fakt, że jego ojciec był wicekrólem Peru.
Ojciec O’Higginsa zmarł w 1801 r. zostawiając mu w spadku dużą posiadłość niedaleko Chillán. Bernardo wrócił do Chile i zajął się prowadzeniem pozostawionego mu gospodarstwa, które dobrze prosperowało i przynosiło duże zyski. W 1806 r. został członkiem miejscowej rady miejskiej.
W międzyczasie porządek społeczny Chile uległ pewnym przeobrażeniom. Było to spowodowane m.in. atakiem Napoleona na Hiszpanię, która musiała skupić wszystkie posiadane siły aby odeprzeć inwazję. W wyniku tego kolonie zostały praktycznie ogołocone z wojska. 18 września 1810 r. w Chile powstała junta, która obaliła gubernatora. W 1811 r. Chile posiadało już swój własny parlament, jednym z jego posłów został O’Higgins. Miał on odegrać dużą rolę w dalszych przemianach politycznych kraju.
Na początku 1813 r. został uchwalona konstytucja Chile i wydawało się, że rewolucjoniści zdołają opanować sytuację i uda się uniknąć groźby wojny domowej. Jednak w 1814 r. wicekról Peru udzielił poparcia próbom odzyskania Chile dla Hiszpanii. W ciągu zaledwie kilku miesięcy O’Higgins awansował ze stopnia pułkownika lokalnej milicji na głównodowodzącego armii. Niedługo potem został także mianowany gubernatorem prowincji Concepción, w której miały miejsce główne walki. Jednak walki przyjęły niepomyślny obrót dla Chilijczyków a O’Higgins został zdymisjonowany. W październiku 1814 r. pod Rancagua odbyło się decydujące starcie, które wygrała armia interwencyjna z Peru. Przez następne trzy lata kraj był okupowany przez rojalistów.
Kilka tysięcy powstańców, razem z O’Higginsem musiało uciekać poprzez Andy do Argentyny. O’Higgins spędził ten okres na wygnaniu przygotowując się do odzyskania Chile z rąk Hiszpanów. W styczniu 1817 r. wrócił do kraju razem z argentyńskim generałem José de San Martínem, prowadzili oni ze sobą armię złożoną z chilijskich uciekinierów i Argentyńczyków. 12 lutego 1817 r. Hiszpanie ponieśli porażkę w bitwie pod Chacabuco, w wyniku tego większa część Chile została oswobodzona. O’Higgins natomiast został obrany tymczasowym dyktatorem państwa.
Przez kolejnych sześć lat udało mu się wyprowadzić kraj z chaosu. Stworzone zostały podstawy administracji, zaprowadzono ład i porządek. Oprócz tego udało się zbudować od podstaw marynarkę wojenną, a także poprowadzić ekspedycję przeciwko rojalistom do Peru.
O’Higgins nie był jednak biegły w zawiłościach polityki. W 1820 r. zniechęcił do siebie Kościół katolicki oraz arystokrację przeprowadzanymi przez siebie reformami. Później odwrócił się także od środowiska finansistów i przedsiębiorców. O’Higgins nie rozumiał, jak ważne jest posiadanie własnego zaplecza politycznego. Jego władza opierała się głównie na prestiżu wielkiego dowódcy i stratega w obliczu zagrożenia zewnętrznego. Wraz z tym, jak groźba wojny mijała, słabła też jego władza. O’Higgins opowiadał się za argentyńską koncepcją „niepodległości całego kontynentu”, jednak w 1823 r. musiał ustąpić pod presją ze stanowiska, co było także wynikiem rosnącego chilijskiego nacjonalizmu.
Od 1823 r. aż do swojej śmierci przebywał na wygnaniu w Peru, dzieląc swój czas pomiędzy życiem w Limie, a położoną na wsi hacjendą. Zmarł 24 października 1842 w Limie. Jego zwłoki sprowadzono następnie do Chile i pochowano na Cmentarzu generalnym w Santiago. 20 sierpnia 1979 roku zostały – na rozkaz prezydenta Augusto Pinocheta – przeniesione do Ołtarza Ojczyzny naprzeciwko Pałacu La Moneda. Pomimo zburzenia monumentu, pozostają w tym miejscu do dziś.

## Upamiętnienie
Po jego śmierci, jego imię nosiło kilka okrętów marynarki chilijskiej.
Jego wizerunek został umieszczony na licznych chiijskich monetach obiegowych w tym na:
- monecie o nominale 20 centavo bitej w latach 1942-1953[3];
- monecie o nominale 50 centavo wyemitowanej w 1942 roku[4];
- monetach o nominale 1 peso bitych w latach 1942-1958[5][6];
- monecie o nominale 10 centesimo wyemitowanej w 1971 roku[7];
- monetach o nominale 1 peso bitych z przerwami od 1975 roku[8];
- monetach o nominale 5 peso bitych w latach 1990-2015[9][10];
- monecie o nominale 10 peso bitej z przerwami od 1990 roku[11];
- Monecie o nominale 50 peso bitej z przerwami od 1981 roku[12];

Oprócz tego jego wizerunek znajdował się na złotej monecie kolekcjonerskiej o nominale 50 peso wyemitowanej w 1968 roku z okazji 150-lecia Akademii Wojskowej w Chile.